# ドン・マンシーニ
ジョージ・ドナルド・マンシーニ（George Donald Mancini, 1963年1月25日 - ）は、アメリカ合衆国の脚本家、監督、プロデューサーである。『チャイルド・プレイ』シリーズ（1988年-継続中）の創造者として知られる。

## 教育
マンシーニはバージニア州リッチモンドのセント・クリストファーズ・スクール、ロサンゼルスのカリフォルニア大学ロサンゼルス校、ニューヨークのコロンビア大学（ブラッド・ドゥーリフが教師）で学んだ。

## キャリア

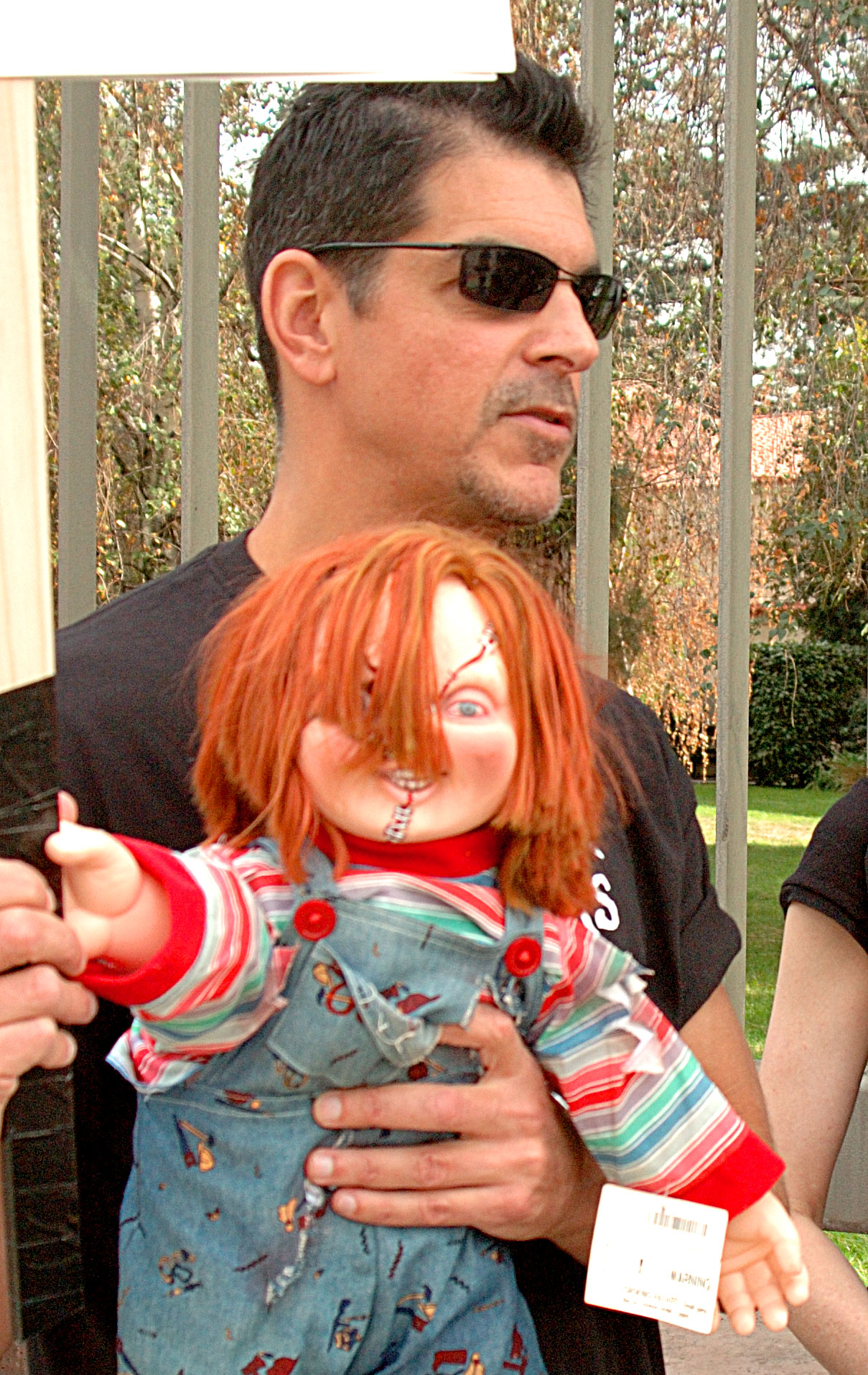
2007年-2008年全米脚本家組合ストライキにチャッキーの人形を抱えて参加するマンシーニ

幼少期よりホラー・ファンだったマンシーニは、『恐怖と戦慄の美女』と『トワイライト・ゾーン 』のエピソード「殺してごめんなさい」の影響を受け、「殺人人形」がホラー映画の典型であるとを認識していた彼は、このコンセプトがアニマトロニクス効果による長編映画として実現した例がないことに気がつき、『チャイルド・プレイ』を構想した。1980年代半ば、カリフォルニア大学ロサンゼルス校で映画を学んでいたマンシーニは、キャベツ畑人形の人気が高く、どこにでもある人形が玩具屋の棚から消え、親同士の物理的な争いを引き起こしていることに面白さを見出していた。マンシーニの父はずっと広告業界で働いており、効果的なマーケティングがいかに消費書を混乱に陥れるかを知っていた。このことを踏まえ、マンシーニはマーケティングが子供に与える影響についてダークな風刺を書きたいと考え、共同脚本を務めた『チャイルド・プレイ』（1988年）が発の作品となった。
マンシーニは映画『チャイルド・プレイ』シリーズのオリジナル全7作品の脚本を手がけ、また『チャイルド・プレイ/チャッキーの花嫁』（1998年）と『チャイルド・プレイ 〜チャッキーの狂気病棟〜』（2017年）では製作総指揮も兼任した。マンシーニは『チャイルド・プレイ/チャッキーの種』（2004年）で監督デビューも果たし、以後、『チャイルド・プレイ/誕生の秘密』（2013年）、『チャイルド・プレイ 〜チャッキーの狂気病棟〜』でも連続で監督を務め、さらにそこから続くテレビドラマ『チャッキー』も企画した。一方で彼は2019年のリブート映画には関与していない。
2007年に彼はホラー・ジャンルへのキャリア貢献に対して贈られるアイゴア賞を受賞した。
マンシーニはキット・デュ・ボワ（Kit Dubois）という別名義も使っている。

## 私生活
マンシーニはゲイである。マンシーニは『チャイルド・プレイ』の映画に意識的にクィア的な要素を取り入れたと語っており、また、ゲイの主人公が登場するテレビドラマ『チャッキー』は、自身がゲイであることを理由に父親から虐待を受けた経験が影響を与えたと明かしている。

## フィルモグラフィ

### 映画
| 年   | 日本語題 原題                                              | クレジット                               | 備考                       |
| ---- | ---------------------------------------------------------- | ---------------------------------------- | -------------------------- |
| 1988 | セラーデュエラー Cellar Dweller                            | 脚本                                     | 「キット・デュ・ボワ」名義 |
| 1988 | チャイルド・プレイ Child's Play                            | 脚本・原案                               |                            |
| 1990 | チャイルド・プレイ2 Child's Play 2                         | 脚本・キャラクター創造                   |                            |
| 1991 | チャイルド・プレイ3 Child's Play 3                         | 脚本・キャラクター創造                   |                            |
| 1998 | チャイルド・プレイ/チャッキーの花嫁 Bride of Chucky        | 脚本・キャラクター創造・製作総指揮       |                            |
| 2004 | チャイルド・プレイ/チャッキーの種 Seed of Chucky           | 監督・脚本・キャラクター創造             |                            |
| 2013 | チャイルド・プレイ/誕生の秘密 Curse of Chucky              | 監督・脚本・キャラクター創造             |                            |
| 2017 | チャイルド・プレイ 〜チャッキーの狂気病棟〜 Cult of Chucky | 監督・脚本・キャラクター創造・製作総指揮 |                            |

### テレビシリーズ
| 年        | 日本語題 原題                               | クレジット                       | 備考 |
| --------- | ------------------------------------------- | -------------------------------- | --- |
| 1990      | ハリウッド・ナイトメア Tales from the Crypt | 脚本                             | 第2シーズン第12話「Fitting Punishment」 |
| 2015      | ハンニバル Hannibal                         | 脚本                             | 第3シーズン第6話「ドルチェ」 第3シーズン第10話「レッド・ドラゴン〜覚醒〜」 |
| 2015      | ハンニバル Hannibal                         | 製作                             | 計8話クレジット |
| 2016-2017 | Channel ZERO Channel Zero                   | 脚本                             | 第1シーズン第2話「君の手を離さない」 第1シーズン第6話「帰郷」 第2シーズン第3話「食人鬼に注意」 |
| 2016-2017 | Channel ZERO Channel Zero                   | スーパーバイジングプロデューサー | 計6話クレジット |
| 2021-2024 | チャッキー Chucky                           | 企画・キャラクター創造           | 計24話クレジット |
| 2021-2024 | チャッキー Chucky                           | 製作総指揮                       | 計20話クレジット |
| 2021-2024 | チャッキー Chucky                           | 脚本                             | 第1シーズン第1話「不慮の事故死」 第1シーズン第2話「他人の不幸は蜜の味」 第1シーズン第8話「断ち切られた人生」 第2シーズン第1話「ハロウィーンの悪夢 再び」 第2シーズン第2話「罪人はやめられない!」 第2シーズン第8話「チャッキー・メリー・クリスマス」 第3シーズン第1話「1600番地の殺人」 第3シーズン第4話「命懸けのハロウィーン」 第3シーズン第8話「人形の館」 |
| 2021-2024 | チャッキー Chucky                           | 監督                             | 第1シーズン第1話「不慮の事故死」 第2シーズン第4話「伏せられた死」 |

## 受賞
| 賞                           | 部門       | 候補作品                                                                                      | 結果       |
| ---------------------------- | ---------- | --------------------------------------------------------------------------------------------- | ---------- |
| サターン賞                   | 脚本賞     | 『チャイルド・プレイ』（1988年）                                                              | ノミネート |
| サターン賞                   | 脚本賞     | 『チャイルド・プレイ/チャッキーの花嫁』（1998年）                                             | ノミネート |
| サターン賞                   | 特別表彰賞 | 『チャイルド・プレイ 〜チャッキーの狂気病棟〜』（2017年）および『チャイルド・プレイ』シリーズ | 受賞       |
| ファンゴリア・チェーンソー賞 | 脚本賞     | 『チャイルド・プレイ/チャッキーの花嫁』（1998年）                                             | ノミネート |